# Paris Hilton's Jewel Jam
Paris Hilton's Jewel Jam / Diamond Quest (en español: Montón de Joyas de Paris Hilton / Misión Diamante) es un Videojuego creado en 2006 por la empresa francesa Gameloft, lanzado de forma oficial como producto oficial de la modelo Paris Hilton. El juego fue lanzado para plataformas iOS, únicamente para dispositivos móviles. Es una secuela del juego puzle Jewel Jam, el cual tiene variantes lanzamientos por parte de Gameloft.

## Jugabilidad

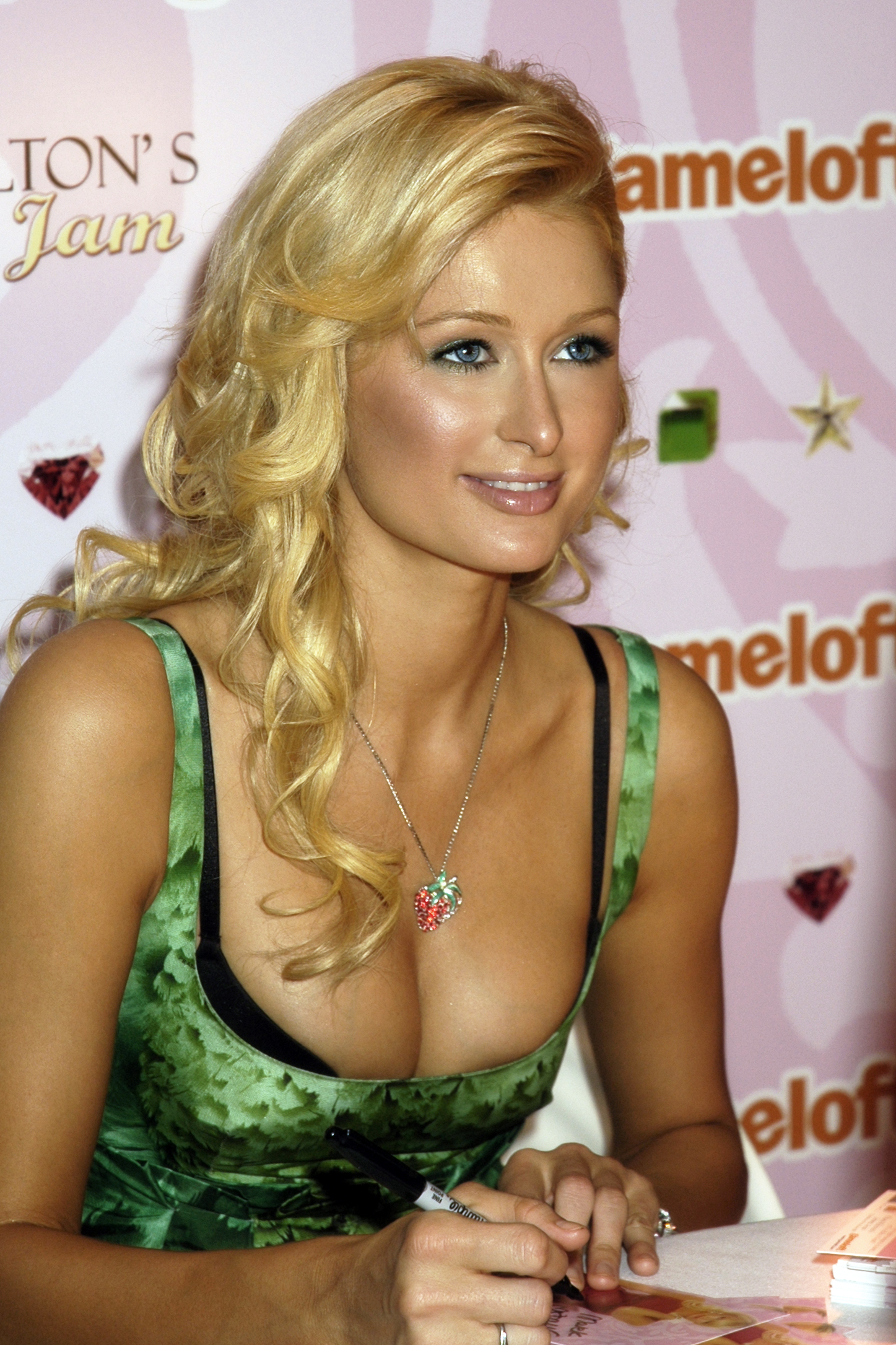
Paris Hilton en la firma de autógrafos por parte de la promoción de su videojuego Hilton's Jewel Jam.

En Paris Hilton's Jewel Jam / Diamond Quest el jugador debe ir por el "mundo" en busca de joyas, unirlas por grupos de colores y así ganar dinero para poder abrir más niveles y "comprar" de manera ficticia accesorios, vehículos y demás cosas que son representadas como niveles de dificultad, y todo en un mundo virtual externo con muchas posibilidades de ganar.

## Versiones

### Paris Hilton's Jewel Jam
Es la primera versión del juego, el juego se centra en unir joyas en grupos de colores y acabar con todas las que se encuentran en el tablero. Aparecen fotos de Paris Hilton y frases como That's Hot en español— Que Caliente.

### Paris Hilton's Diamond Quest
Es la segunda versión del juego, es prácticamente igual al anterior, solo que en una vista más amplia con un mapa del mundo y una pequeña galería de fotos de Hilton.

## Promoción
Paris Hilton ofreció firma de autógrafos para el lanzamiento del juego, con grandes filas de fanes por parte de la modelo y otra parte por amantes de los videojuegos fue como este puzle tuvo un éxito mediático.